# Norbert Nohe
Norbert Nohe (Baden-Baden, 13 april 1938  -  15 februari 2017) was een Duits componist, muziekpedagoog en dirigent.

## Levensloop
Nohe studeerde vanaf 1957 muziek en orkestdirectie aan de Hochschule für Musik Karlsruhe te Karlsruhe. In 1961 behaalde hij zijn diploma's. Op advies van zijn docent richtte hij in 1957 samen met andere muziekstudenten (Dieter Baal en Uwe Blaurock (viool), Karl Nagel (hobo) en Karl Holfelder (cello)) het Jeugdorkest Baden-Baden op en was hun dirigent tot 1963. Na zijn studie werd hij ballet-repetitor (1969-1974) aan het Badische Staatstheater te Karlsruhe. Later werd hij artistiek directeur aan het Theater te Ulm, directeur aan de Muziekschool, dirigent van het stedelijk orkest en - als opvolger van Paul Kühmstedt - van toenmalige Ulmer Knabenmusik (1974-1987), nu: Junge Bläserphilharmonie Ulm. In 198
Bij oprichting in 1983 van het Sinfonische Jugendblasorchester Baden-Württemberg door de "Musikrat Baden-Württemberg" werd hij dirigent. Met dit harmonieorkest behaalde hij talrijke successen en werd in 1991 door Felix Hauswirth opgevolgd, nadat Nohe sinds een ongeval in 1987 gehandicapt en op een rolstoel aangewezen was.
Als componist schreef hij vooral werken voor orkest en kamermuziek; voor harmonieorkest componeerde hij een Scherzo (1990). 